# Jakob Lindberg
Jakob Lindberg (* 16. Oktober 1952 in Djursholm, Gemeinde Danderyd) ist ein schwedischer Lautenist.

## Leben
Lindberg lernte als Kind Gitarre und erhielt im Alter von 14 Jahren Lautenunterricht bei Jörgen Rörby. Er nahm ein Musikstudium an der Universität Stockholm auf und wechselte nach London an das Royal College of Music, wo er Renaissance- und Barocklaute bei Diana Poulton studierte. 1979 übernahm er die Professur für Laute von Poulton.
Lindberg besitzt eine der wenigen spielfähigen Lauten des sechzehnten Jahrhunderts, ein Instrument von Sixtus Rauwolf aus Augsburg, der mit einer Tochter des Lautenisten Melchior Neusidler liiert war. Die Laute wurde Anfang des achtzehnten Jahrhunderts von Leonhard Mausiel in Nürnberg auf elf Chöre erweitert.

## Werk
Lindbergs Diskographie umfasst mehr als siebzig Alben. Viele seiner Aufnahmen waren Pionierarbeiten. So legte er als erster eine Gesamtaufnahme des Lautenwerkes von John Dowland vor, produzierte Aufnahmen mit schottischem Lauten- und italienischem Chitarrone-Repertoire. Viele seiner Aufnahmen wurden von dem schwedischen Label BIS Records veröffentlicht.
Lindberg gibt Solokonzerte, tritt aber auch (meist mit der Theorbe für den basso continuo) im Ensemble und Consort sowie als Begleitmusiker für Sängerinnen wie Emma Kirkby oder Anne Sofie von Otter auf. Außerdem wirkte er als Dirigent und Chitarrone-Spieler an Aufführungen von Barockopern wie Euridice und Dido und Aeneas mit.